# マーウイヤ・ウルド・シディ・アハメド・タヤ

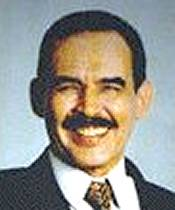
マーウイヤ・ウルド・シディ・アハメド・タヤ

マーウイヤ・ウルド・シディ・アハメド・タヤ（Maaouiya Ould Sidi Ahmed Taya, 1941年11月28日 - ）はモーリタニアの政治家・軍人。大統領としては第2代、国家元首としては第5代。軍民合わせて約21年間モーリタニアを支配した。
フランスで軍事教育を受けたのち、軍事・政治的役職を歴任。1984年12月にクーデターでハイダラ政権を打倒し、国家元首に就任。約16年間続いた軍政からの脱却を目指し民主化を推し進め、民主化して初の1992年の大統領選挙に勝利し、大統領職に就いた。1997年と2003年の大統領選挙でも勝利し、3期目に突入するも2005年にクーデターで大統領職を追われた。